# Do As Infinity -Final-

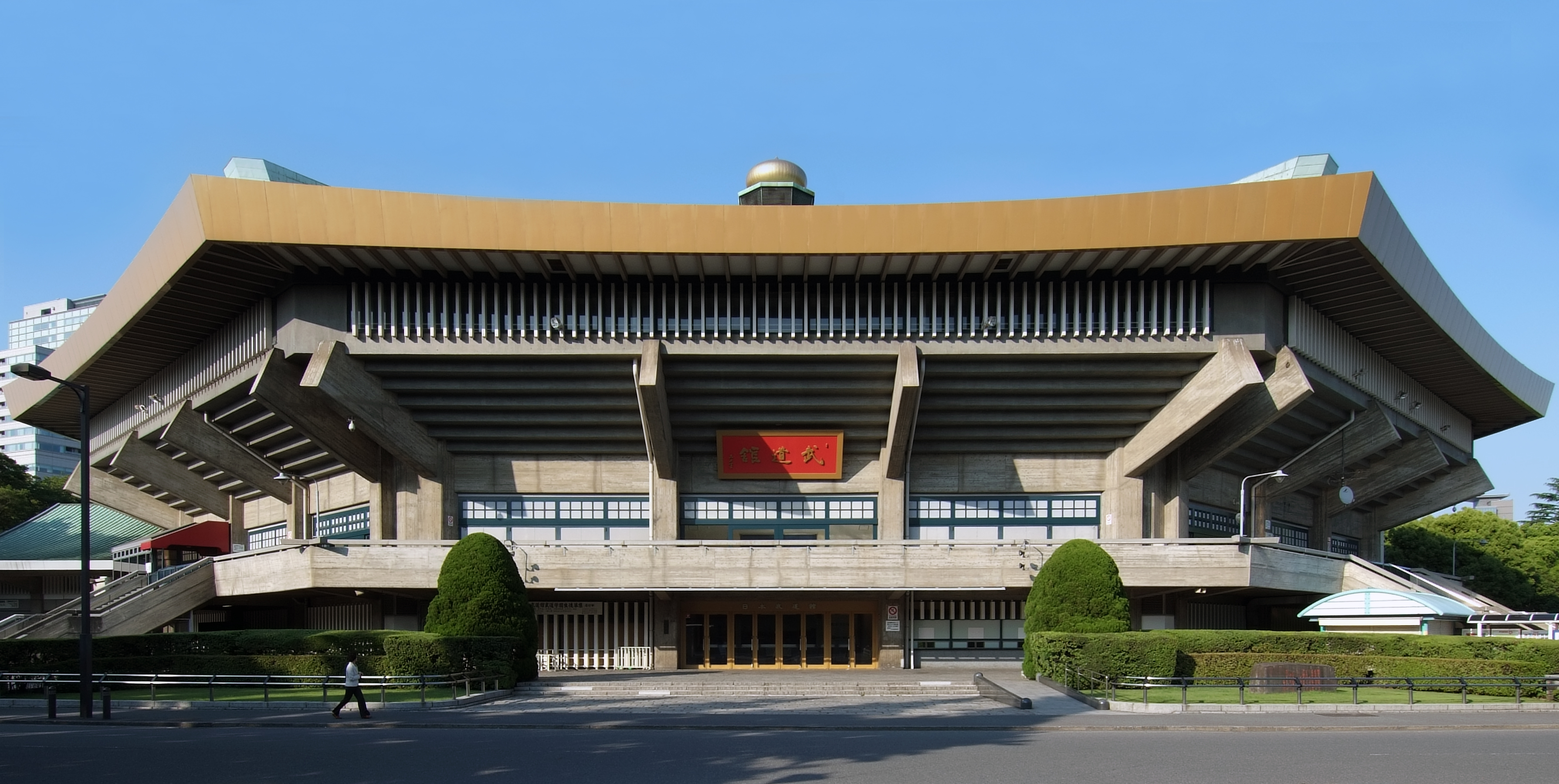
会場の日本武道館

『Do As Infinity -Final-』（ドゥ・アズ・インフィニティ・ファイナル）は、日本のロックバンド・Do As Infinityが2006年3月15日にavex traxから発売した3枚目のライブアルバム及び11枚目の映像作品である。

## 内容
アルバムとしては前作『Do The A-side』から約6ヶ月ぶり、ライブアルバムとしては前作『Do As Infinity LIVE IN JAPAN』から約2年ぶり、初の3枚組作品。
映像作品としては前作『Do As Infinity LIVE IN JAPAN Ⅱ』から約6ヶ月ぶり、映像作品としては初の2枚組作品。
『Do The Box』『Do The Best "Great Supporters Selection"』『Do As Infinity Instrumental Collection "MINUS V"』と同時発売された。
2005年11月25日に日本武道館で開催された、解散ライブ『Do As Infinity -Final-』の音源と模様が収録されている。また、ライブアルバムのみボーナスライブトラックと題し、1999年11月22日に渋谷公会堂で開催された『FREE LIVE 100』から「Tangerine Dream」「Raven」「Oasis」が、2001年5月27日にSHIBUYA-AXで開催された『Do As Infinity Live Tour 2001』東京公演から「Painful」「Welcome!」「Holiday」が、2002年9月1日にお台場野外特設会場で開催された『a-nation 2002』から「under the sun」が、2005年5月31日に日本武道館で開催された『Do As Infinity LIVE TOUR 2005 -NEED YOUR LOVE-』東京公演から「BE FREE」「ROBOT」「Need your love」「Glasses」が追加収録された。
映像作品は2007年12月5日に翌年3月31日までの期間限定盤として再発売された。

## 収録曲

### Disc 1
1. -SE- [0:37]
2. new world [5:24]
3. 遠くまで [4:24]
4. Oasis [4:56]
5. nice & easy [4:49]
6. -MC- [1:01]
7. 陽のあたる坂道 [4:27]
8. 楽園 [5:12]
9. 柊 [4:32]
10. rumble fish [4:58]
11. -MC- [0:44]
12. 徒然なるままに [4:06]
13. Week! [4:46]
14. -MC- [0:34]
15. Desire [4:32]
16. 真実の詩 [3:52]
17. under the moon [4:14]
18. 魔法の言葉〜Would you marry me?〜 [5:05]

### Disc 2
1. 空想旅団 [4:54]
2. 深い森 [3:58]
3. 科学の夜 [6:53]
4. Yesterday & Today [5:28]
5. -MC- [0:44]
6. For the future [4:26]
7. under the sun [4:17]
8. 冒険者たち [6:40]
9. One or Eight [4:42]
10. 本日ハ晴天ナリ [3:25]
11. We are. [6:30]
12. -MC- [1:23]
13. Field of dreams [5:17]
14. TAO [4:52]
15. -MC- [0:35]
16. SUMMER DAYS [4:52]

### Disc 3
1. -MC- [1:08]
2. Wings [3:19]
3. -MC- [0:14]
4. Heart [2:45]
5. -MC- [0:48]
6. Tangerine Dream [4:55]
7. -MC- [0:41]
8. あいのうた [5:25]

ボーナスライブトラック
1. Tangerine Dream [4:56]
2. Raven [6:15]
3. Oasis [5:21]
4. Painful [4:39]
5. Welcome! [4:09]
6. Holiday [3:24]
7. under the sun [4:05]
8. BE FREE [4:40]
9. ROBOT [3:59]
10. Need your love [5:12]
11. Glasses [3:35]

## 収録映像曲

### Disc 1
本編
1. new world
2. 遠くまで
3. Oasis
4. nice & easy
5. 陽のあたる坂道
6. 楽園
7. 柊
8. rumble fish
9. 徒然なるままに
10. Week!
11. Desire
12. 真実の詩
13. under the moon
14. 魔法の言葉〜Would you marry me?〜

### Disc 2
本編
1. 空想旅団
2. 深い森
3. 科学の夜
4. Yesterday & Today
5. For the future
6. under the sun
7. 冒険者たち
8. One or Eight
9. 本日ハ晴天ナリ
10. We are.

アンコール
1. Field of dreams
2. TAO
3. SUMMER DAYS

ダブルアンコール
1. Wings
2. Heart
3. Tangerine Dream
4. あいのうた

## 参加ミュージシャン
Do As Infinity
- 伴都美子：Vocal (全曲)
- 大渡亮：Guitar (全曲)
- 長尾大：Guitar (Disc 3#9〜11)

Support Member
- 松本淳：Drums (except Disc 3#9〜14)
- 芳賀伸：Drums (Disc 3#9〜11)
- 田口耕郎：Drums (Disc 3#12〜14)
- 高瀬順：Keyboards (全曲)
- 林部直樹：Guitar (except Disc 3#9〜14)
- 秋山浩徳：Guitar (Disc 3#12〜14)
- 浜野和子：Chorus (except Disc 3#9〜11)
- 林由恭：Bass (except Disc 3#9〜15)
- 島本道太郎：Bass (Disc 3#15)[注 4]
- 植田博之：Bass (except Disc 3#9〜11)
- 福島俊之：Bass (except Disc 3#12〜14)